# دوف تشارني
دوف تشارني هو مصمم أزياء ورائد أعمال كندي، ولد في 31 يناير 1969 في مونتريال في كندا.

## وصلات خارجية
- دوف تشارني على موقع إن إن دي بي (الإنجليزية)